# 江口祥一郎
江口 祥一郎（えぐち しょういちろう、1955年12月7日 - ）は、日本の実業家。佐賀県出身。株式会社JVCケンウッド代表取締役社長執行役員（最高経営責任者・CEO）。

## 略歴
佐賀県杵島郡白石町生まれ。佐賀県立鹿島高等学校から早稲田大学商学部卒業。
1979年トリオ株式会社（現：株式会社JVCケンウッド）入社。
入社後、アメリカ、イタリア、オランダで通算18年間の海外事業に従事。
2008年のケンウッドと日本ビクターとの経営統合後、海外事業、車載分野の拡大に注力。

## 経歴
- 1979年03月 : 早稲田大学商学部卒業
- 1979年04月 : トリオ株式会社入社
- 2003年06月 : 株式会社ケンウッド 執行役員常務
- 2004年06月 : 同 取締役執行役員常務
- 2008年10月 : 日本ビクターとケンウッドが経営統合
- 2010年06月 : 株式会社JVCケンウッド 取締役執行役員常務
- 2016年06月 : 同 代表取締役・副社長執行役員 最高執行責任者（COO）
- 2018年04月 : 同 代表取締役・社長執行役員 最高執行責任者（COO）
- 2019年04月 : 同 代表取締役・社長執行役員 最高経営責任者（CEO）